# Krone der Volksmusik
Mit der Krone der Volksmusik wurden von 1998 bis 2012 jährlich Sänger geehrt, die im Vorjahr einen Preis auf dem Gebiet der volkstümlichen Musik gewonnen hatten oder einen besonderen Erfolg verbuchen konnten. Darüber hinaus gab es Ehrenpreise. Die Auszeichnung war eine Idee des Musikmanagers Hans R. Beierlein. Sie wurde jeweils Anfang Januar im Rahmen einer TV-Gala des MDR  in der Stadthalle Chemnitz vergeben. Die Sendung wurde in der Regel live in der ARD und im ORF übertragen und erreichte rund sechs Millionen Zuschauer.

## Verleihungen

### Verleihung 1998
Die Krone der Volksmusik 1998 wurde erstmals am 10. Januar 1998 vergeben. Durch die TV-Gala führte Carmen Nebel.
Die Preisträger 1998 (in Klammern die Wettbewerbe, an denen die Sänger 1997 teilgenommen hatten):
- Gaby Albrecht (Goldene Henne)
- Coro Croz Corona (Superwunschkonzert der Volksmusik)
- Eberhard Hertel (Goldene Stimmgabel)
- Stefanie Hertel (Goldene Stimmgabel und Superhitparade der Volksmusik)
- Hansi Hinterseer (Goldene Stimmgabel)
- Irma Holder und Jean Frankfurter (Erfolgreichste Autoren 1997)
- Judith und Mel (Jahressieger der Hitparade „Bi uns to Hus“)
- Kastelruther Spatzen (Goldene Stimmgabel)
- Marianne und Michael (Goldene Stimmgabel)
- Die Rieserferner (MDR-Musikantenkaiser)
- Sandra Weiss (Grand Prix der Volksmusik 1997)
- Maria und Margot Hellwig (Jubiläum der Volksmusik „Gesamtwerk“)

Weitere Teilnehmer der Fernsehgala waren die Gruppe Bergfeuer, die Geschwister Hofmann und Oswald Sattler (als weitere Sieger des Grand Prix der Volksmusik 1997), die Larcher Musik (als Sieger der Krone der Volksmusik 1997 Österreich), Stefan Mross, der das Lied des Jahres Sierra Madre vortrug, Reiner Kirsten (erfolgreicher Teilnehmer der Superhitparade), die Kirmesmusikanten und Ludwig Baumann, die erfolgreiche Titel aus dem Superwunschkonzert der Volksmusik (Zillertaler Hochzeitsmarsch bzw. Heimat deine Sterne) vortrugen sowie die Alpenrebellen und Die Klostertaler, die 1997 einen besonderen Radio-Hit hatten.

### Verleihung 1999
Die Krone der Volksmusik 1999 wurde am 9. Januar 1999 vergeben. Durch die TV-Gala führte Carmen Nebel. Anders als im Vorjahr wurde nur eine Krone der Volksmusik vergeben. Anwärter für den Preis waren Interpreten der volkstümlichen Musik, die 1998 einen Preis erhalten hatten oder einen großen Hitparaden-Erfolg verbuchen konnten. Das Fernsehpublikum konnte am Ende der Sendung per TED den Sieger wählen.
Die Anwärter für die Krone der Volksmusik 1999 waren (in Klammern die Wettbewerbe, an denen die Sänger 1998 teilgenommen hatten):
- Die Edlseer (Gewinner der Superhitparade des ORF)
- Kastelruther Spatzen (Echo-Preisträger)
- Oswald Sattler (Sieger der Volkstümlichen Hitparade im ZDF)
- Hansi Hinterseer (Goldene Stimmgabel)
- Francine Jordi (Siegerin des Grand Prix der Volksmusik 1998)
- Stefanie Hertel (Siegerin der Schlagerparade der Volksmusik der ARD)
- Katharina Herz und Torsten Benkenstein (Sieger der Superhitparade im ZDF)

Die Krone der Volksmusik 1999 gewann Stefanie Hertel. Die Jubiläums-Krone erhielten Marianne und Michael für ihr 25-jähriges Bühnenjubiläum.
Weitere Teilnehmer der Fernsehgala waren Margitta und ihre Töchter (Musikanten-Kaiser aus Achim's Hitparade), Judith und Mel, Ivan Rebroff und Uschi Bauer (Sieger des Superwunschkonzerts im ZDF), die Mühlenhof Musikanten und Coro Croz Corona (Hitparaden-Sieger), Hella und Maxi (Sieger der deutschen Vorentscheidung zum Grand Prix der Volksmusik 1998), die Zellberg Buam (Sieger der österreichischen Vorentscheidung zum Grand Prix der Volksmusik 1998), Horst Chmela und die Alpenrebellen (Lied des Jahres Her mit meinen Hennen in Österreich) und Tanja, Robert und Hannes sowie das Südtiroler Alpenquintett (Sieger des österreichischen Wettbewerbs „Krone der Volksmusik“).

### Verleihung 2000
Die Krone der Volksmusik 2000 wurde am 22. Januar 2000 vergeben. Durch die TV-Gala führte Carmen Nebel. Es wurden insgesamt 7 Kronen an Interpreten der volkstümlichen Musik vergeben, die einen außerordentlichen Erfolg verbuchen konnten.
Die Preisträger Volksmusik 2000 waren: Die Kastelruther Spatzen, als erfolgreichste volkstümliche Gruppe in der Musikgeschichte, Heino  für das musikalische Gesamtwerk, Hans Hee (Texter) und Wolfgang Roloff (Komponist) für das Lied des Jahres in Deutschland und das Lied des Jahrhunderts Sierra Madre del Sur, Stefanie Hertel, für besondere Verdienste um die ungeteilte Freude in ganz Deutschland, „Die Macher des Musikantenstadl“ in Peking: Kurt Pongratz (Regisseur) und Zhou Tao (chinesische Moderatorin) für das spektakulärste Fernsehereignis 1999 und den spektakulärsten Medienauftritt in der Geschichte des Fernsehens, Horst Chmela, für das Lied des Jahres Her mit meinen Hennen in Österreich und André Rieu, als Musiker des Jahres.
Weitere Teilnehmer der Fernsehgala waren: Hansi Hinterseer (Goldene Stimmgabel und Jahressieger der Schlagerparade der Volksmusik), Monique (Siegerin des Grand Prix der Volksmusik 1999), Die Drei Bässe Günter Wewel, Gunther Emmerlich und Ivan Rebroff für das besondere Fernsehereignis mit ihrem gemeinsamen Lied La Montanara, Gaby Albrecht (Bis wir uns wiedersehen – das meistgespielte Lied im Rundfunk), Jantje Smit (Sieger der Superhitparade im ZDF), Judith und Mel (Sieger der deutschen Vorentscheidung zum Grand Prix der Volksmusik 1999), Die Paldauer (Sieger der Volkstümlichen Hitparade im ZDF), Marc Pircher (Sieger der österreichischen Vorentscheidung zum Grand Prix der Volksmusik 1999), Astrid Harzbecker (O Maria, schütz die Berge, das meistgewünschtes Lied im Hörfunk), Achim Mentzel (Her mit meinen Hennen, als Interpret der hochdeutschen Fassung des österreichischen Liedes des Jahres) und Margitta und ihre Töchter als Musikanten-Kaiser aus Achim's Hitparade.

### Verleihung 2001
Die Krone der Volksmusik 2001 wurde am 13. Januar 2001 zum vierten Mal vergeben. Durch die TV-Gala führte Carmen Nebel. Es wurden mehrere Kronen der Volksmusik an erfolgreiche Interpreten der volkstümlichen Musik des Jahres 2000 vergeben.
Die Preisträger 2001 waren Hansi Hinterseer, als erfolgreichster Sänger, Stefanie Hertel, als erfolgreichste Sängerin, Maria Hellwig, für ihr Lebenswerk, Jantje Smit, als Sängernachwuchs, DJ Ötzi, als erfolgreichstes Lied, Helmut Lotti als Crossover-Künstler, Die drei großen der Volksmusik: Norbert Rier (Kastelruther Spatzen), Markus Wohlfahrt (Die Klostertaler) und Gottfried Würcher (Nockalm Quintett) als spektakulärstes Medienereignis 2000.
Weitere Teilnehmer der Fernsehgala wären noch zu ergänzen.

### Verleihung 2002
Die Krone der Volksmusik 2002 wurde am 12. Januar 2002 zum fünften Mal vergeben. Durch die TV-Gala führte Carmen Nebel. Es wurden mehrere Kronen der Volksmusik an erfolgreiche Interpreten der volkstümlichen Musik des Jahres 2001 vergeben.
Die Preisträger 2002 waren unter anderem (nicht komplett) Carmen Nebel, die Kastelruther Spatzen, Judith und Mel, Michael Kunze und Sylvester Levay, erfolgreichstes Musical 2001 Elisabeth
Weitere Teilnehmer der Fernsehgala wären noch zu ergänzen.

### Verleihung 2003
Die Krone der Volksmusik 2003 wurde am 11. Januar 2003 zum sechsten Mal vergeben. Durch die TV-Gala führte Carmen Nebel. Es wurden mehrere Kronen der Volksmusik an erfolgreiche Interpreten der volkstümlichen Musik des Jahres 2002 vergeben.
Die Preisträger 2003 waren das MDR Deutsche Fernsehballett aus Anlass seines 40. Geburtstags, Johannes Heesters, für sein „Lebenswerk eines Künstlers“ und als „ältester aktiver Schauspieler“, Marianne und Michael, für ihr 30-jähriges Jubiläum, Benjamin Blümchen, anlässlich des 25. Geburtstags, Jantje Smit, Carolin Reiber und Walter Schachner, als Mitautor des Hits „Anton aus Tirol“.
Weitere Teilnehmer der Fernsehgala waren:
Die Alpenrebellen, Maxi Arland, Marianne Cathomen, Gunther Emmerlich, Fanfarenzug Dresden, Geschwister Hofmann, Rudy Giovannini, Astrid Harzbecker, Heino, Maria Hellwig, Stefanie Hertel, Katharina Herz & Torsten Benkenstein, Hansi Hinterseer, Johannes Kalpers, Die Ladiner, Leonard, Marianne und Michael, MDR-Rundfunkchor Leipzig, Monique, Salon-Orchester Josef Vejvoda, Säntis-Feger, Oswald Sattler, Südtiroler Spitzbuben, Gottfried Würcher (Nockalm Quintett) & Stephanie und Johannes Heesters für sein Lebenswerk

### Verleihung 2004
Die Krone der Volksmusik 2004 wurde am 10. Januar 2004 zum siebten Mal vergeben. Durch die TV-Gala führte zum ersten Mal Gunther Emmerlich. Es wurden mehrere Kronen der Volksmusik an erfolgreiche Interpreten der volkstümlichen Musik des Jahres 2003 vergeben.
Die Preisträger 2004 waren die Geschwister Hofmann, für außergewöhnliche Fähigkeiten als Sängerinnen, Multiinstrumentalistinnen, Choreographinnen und Entertainerinnen, Karl Moik, als erfolgreichster Moderator volkstümlicher Musiksendungen, Slavko Avsenik, für sein musikalisches Lebenswerk, die Kastelruther Spatzen, als erfolgreichste volkstümliche Gruppe, Hansi Hinterseer, als erfolgreichster volkstümlicher Sänger und Entertainer und Riverdance, als erfolgreichste Folkdance-Company der Welt.
Die Zuschauer wählten per TED mit 26 % das Lied Im schönsten Wiesengrunde zum beliebtesten volkstümlichen Lied.

### Verleihung 2005
Die Krone der Volksmusik 2005 wurde am 8. Januar 2005 zum achten Mal vergeben. Durch die TV-Gala führte Gunther Emmerlich. Es wurden mehrere Kronen der Volksmusik an erfolgreiche Interpreten der volkstümlichen Musik des Jahres 2004 vergeben. Für jeden Preisträger übernahm ein besonderer Gast die Laudatio. Besonderer Ehrengast war der 101-jährige Johannes Heesters, der die Laudatio für Florian Silbereisen hielt.
Die Preisträger 2005 waren die Kastelruther Spatzen, als beliebteste und erfolgreichste Gruppe, Florian Silbereisen, als bester Moderator und Aufsteiger des Jahres, Stefanie Hertel, als Sängerin des Jahres, Nana Mouskouri, als beste Crossover-Künstlerin, De Randfichten, Hansi Hinterseer und Heinz Schenk, für sein Lebenswerk.
Weitere Teilnehmer der Fernsehgala:
Gaby Albrecht, Belsy, Die Edlseer, Gemeinsam, Geschwister Hofmann, Hansi Hinterseer, Heino, Die Klostertaler, Die Ladiner, Marianne und Michael, Tony Marshall, Stefan Mross, Nockalm Quintett, Rahel Tarelli, Angela Wiedl, Wildecker Herzbuben, das MDR Deutsche Fernsehballett

### Verleihung 2006
Die Krone der Volksmusik 2006 wurde am 7. Januar 2006 zum neunten Mal vergeben. Durch die TV-Gala führte Gunther Emmerlich. Es wurden mehrere Kronen der Volksmusik an erfolgreiche Interpreten der volkstümlichen Musik des Jahres 2005 vergeben. Für jeden Preisträger übernahm ein besonderer Gast die Laudatio.
Die Preisträger 2006 waren: Florian Silbereisen, als bester Moderator und Aufsteiger des Jahres, Hansi Hinterseer, als erfolgreichster Sänger, Heino, für sein Lebenswerk, De Höhner, als beste Karnevalsmusik, die Geschwister Hofmann, als bestes Entertainment und Walter Scheel, Altbundespräsident, für sein 1976 vorgetragenes Volkslied „Hoch auf dem gelben Wagen“.
Weitere Teilnehmer der Fernsehgala:
André Rieu, Semino Rossi, De Randfichten, Stefanie Hertel, Jantje Smit, Mara Kayser, Patrick Lindner, Das Deutsche Fernsehballett des MDR und die drei Erstplatzierten des Grand Prix der Volksmusik, Die Pustertaler, Die Psayrer & Barbara, Sarah-Jane und die Zillertaler Haderlumpen & Nina Stern.

### Verleihung 2007
Die Krone der Volksmusik 2007 wurde am 13. Januar 2007 zum zehnten Mal vergeben. Durch die TV-Gala führte Gunther Emmerlich. Es wurden mehrere Kronen der Volksmusik vergeben und zwar an erfolgreiche Interpreten der volkstümlichen Musik des Jahres 2006. Für jeden Preisträger übernahm ein besonderer Gast die Laudatio.
Die Preisträger 2007 waren Monika Martin, die Volksmusikspatzen, Hansi Hinterseer, die Kastelruther Spatzen, Semino Rossi, Karl Moik und Mireille Mathieu. Ferner erhielt Florian Silbereisen eine „Superkrone“. Hierfür hatte das Publikum über Sänger abgestimmt, die in den letzten neun Jahren bereits mindestens zwei Kronen der Volksmusik erhalten hatten. Die Mitbewerber von Florian Silbereisen waren Judith und Mel, Hansi Hinterseer, Stefanie Hertel, die Kastelruther Spatzen, die Geschwister Hofmann, Heino sowie Marianne und Michael.
Weitere musikalische Teilnehmer der Fernsehgala waren: Die Amigos, Captain Cook und seine singenden Saxophone, Claudia und Alexx, Die Edlseer, Helene Fischer, Die Flippers, Manuela Fellner, Rudy Giovannini und Belsy, Stefanie Hertel, der Marinechor der Schwarzmeerflotte, das Nockalm Quintett, Riverdance, Stefan Mross, Jan Smit, Die Stoakogler, Tiroler Wind, Vincent & Fernando und das Deutsche Fernsehballett des MDR, Marianne und Michael, Judith und Mel.

### Verleihung 2008
Die Krone der Volksmusik 2008 wurde am 12. Januar 2008 zum elften Mal vergeben. Durch die TV-Gala führte Gunther Emmerlich. Es wurden wieder mehrere Kronen der Volksmusik vergeben und zwar ausschließlich an Interpreten des Schlagers bzw. der volkstümlichen Musik, die im Jahr 2007 bei volkstümlichen Bewerben vordere Plätze belegt haben oder einen besonderen Hitparaden-Erfolg verbuchen konnten. Für jeden Preisträger übernahm ein besonderer Gast die Laudatio.
Die Preisträger 2008 waren die Kastelruther Spatzen, Nik P., Helene Fischer, Semino Rossi, Gotthilf Fischer (für sein Lebenswerk), Daisuke Inoue (Erfinder der Karaoke) und Roger Whittaker.
Weitere musikalische Teilnehmer der Fernsehgala waren:
Die Sieger des internationalen Grand Prix der Volksmusik 2007 Sigrid & Marina mit den Zillertaler Haderlumpen sowie weitere Grand-Prix-Teilnehmer Die Schäfer, Beatrice und Lys Assia, die Pustertaler, Vincent & Fernando und Erwin Aschenwald & die Mayrhofner, ferner die Amigos, Franziska, Oesch’s die Dritten, Judith und Mel, Captain Cook und seine singenden Saxophone und der Kammerchor des Clara-Wieck-Gymnasiums Zwickau.

### Verleihung 2009
Die Krone der Volksmusik 2009 wurde am 10. Januar 2009 zum zwölften Mal vergeben. Durch die TV-Gala führte Gunther Emmerlich. Es wurden wieder mehrere Kronen der Volksmusik vergeben und zwar ausschließlich an Interpreten des Schlagers bzw. der volkstümlichen Musik, die im Jahr 2008 bei volkstümlichen Bewerben vordere Plätze belegt haben oder einen besonderen Hitparaden-Erfolg verbuchen konnten. Für jeden Preisträger übernahm ein besonderer Gast die Laudatio.
Die Preisträger waren Helene Fischer, DJ Ötzi, die Kastelruther Spatzen, die Amigos und die Klostertaler.

### Verleihung 2010
Die Krone der Volksmusik 2010 wurde am 9. Januar 2010 ausgestrahlt. Die Sendung wurde wieder von Gunther Emmerlich moderiert. Die Preisträger, die sich zumeist mit Medleys aus ihrem Schaffen vorstellten waren:
Michael Hirte (erfolgreichster Instrumental-Solist), Andrea Berg (erfolgreichste Sängerin des Jahrzehnts), Die Amigos (erfolgreichstes Duo), Michael Wendler (erfolgreichster Sänger des Jahres), die Kastelruther Spatzen (erfolgreichste Gruppe), Helene Fischer (erfolgreichste Sängerin des Jahres). Ferner nahm die fast neunzigjährige Maria Hellwig für ihr Lebenswerk eine der Trophäen aus Meißner Porzellan entgegen.
Weitere Interpreten der Fernsehsendung waren: Peter Kraus, die Gruppe Adoro, die Flippers, Patrick Lindner, das Duo Judith und Mel und die Sängerin Mireille Mathieu. Den Trompeter und Entertainer Stefan Mross, der seinen Grand-Prix-Titel „Heimatmelodie“ zum Besten gab, kündete Karl Moik musikalisch an.

### Verleihung 2011
Die Krone der Volksmusik wurde am 8. Januar 2011 verliehen. Die Sendung wurde von Gunther Emmerlich moderiert. 
Die Preisträger waren Andrea Berg, Semino Rossi, Die Flippers, Roger Whittaker (Lebenswerk), Aljona Voynova (Crossover), Frank Zander (soziales Engagement) und das Publikum.
Seit dem 8. Januar 2011 ist auch eine Doppel-CD mit allen Gästen und Gewinnern erhältlich.

### Verleihung 2012
Die Krone der Volksmusik wurde am 7. Januar 2012 verliehen. Gunther Emmerlich führte durch die Veranstaltung. 
Die Preisträger waren Andrea Berg, Semino Rossi, Adoro, Kastelruther Spatzen, Die Amigos, Helene Fischer, Peter Weck u. v. m.
Weitere Gäste waren u. a. Angelo Paschiller, Angelika Milster, Lys Assia, Andreas Gabalier, und viele mehr.

## Krone der Volksmusik (RTL plus)
1992 gab es unter dem gleichlautenden Titel „Krone der Volksmusik“ eine einmalige Fernsehgala bei RTL plus, bei der entsprechende Auszeichnungen vergeben wurden. Die damalige Sendung wurde von Erika Bruhn moderiert. Es erschien auch eine CD mit allen Teilnehmern der Gala. 
Die Teilnehmer der Sendung waren: Stefanie Hertel, die Mühlenhof Musikanten, die Fischer-Chöre, Edward Simoni, die Kastelruther Spatzen, das Heimatduo Judith und Mel, Astrid Harzbecker, Slavko Avsenik und seine Original Oberkrainer, Tom Astor, die Zillertaler Schürzenjäger, Florian Silbereisen, Patrick Lindner, Bianca, die Kirmesmusikanten, das Original Naabtal Duo, die Gruppe Nordwind und „Das Goldene Edelweiß“.